# Emilia Mernes
María Emilia Mernes Rueda mais conhecida como Emilia Mernes (Nogoyá, 29 de outubro de 1996), é uma cantora, compositora, dançarina, ⁣modelo e atriz argentina, conhecida por ser ex-integrante do grupo Rombai.

## Biografia
Maria Emilia Mernes Rueda, filha de Pedro Mernes e Gabriela Rueda, nasceu em Nogoyá, Argentina, no dia 29 de outubro de 1996. Sua paixão pela música começou já na infância. Aos doze anos seu avô deu-lhe seu primeiro violão, e ela então começou a fazer aulas de canto.  
Em 2016, Emilia ingressou na Universidade Nacional de Rosário, onde começou a cursar Literatura. Mas, seis meses depois, decidiu que queria estudar música e abandonou o curso. No começo seus pais se decepcionaram com a mudança, devido ao investimento financeiro que tinham feito, mas Emília conseguiu convence-los, começando então suas aulas de Música pela mesma universidade. Ao mesmo tempo começou a fazer alguns covers e publica-los no Instagram.
Pouco tempo depois Emilia foi convidada pelo grupo musical uruguaio Rombai para fazer uma audição, tornando-se assim a a voz feminina da banda.Depois de entrar no grupo fez seu primeiro show no estádio Luna Park, em Buenos Aires. Em abril de 2018 Emilia decidiu sair do grupo para tentar uma carreira solo, mudando-se para Miami. Logo assinou contrato com a gravadora Sony Music e a W.K Entertainment, encarregada de gerenciar sua carreira.  Como cantora solo lançou seu single de estreia "Recalienta". Seu primeiro álbum de estúdio solista, ¿Tú crees en mí?, foi lançado em 31 de maio de 2022 e conta com colaborações com cantores como Duki e Tiago PZK. Todas as músicas foram produzidas pelo produtor argentino Big One. Seu segunda álbum de estúdio chamado MP3 foi lançado em 3 de novembro de 2023 e possui feats com as cantoras Tini, Ludmilla e Nathy Peluso.  

### Outros trabalhos
Além de cantora Emilia também já trabalhou como atriz e modelo. Como modelo esteve a frente de várias marcas antes mesmo de entrar para o grupo Rombai. Seu primeiro comercial foi em 2012 para a marcar de moda 47 Street. Emilia competiu com 20 mil aspirantes a modelo para conseguir o trabalho com a marca de roupas argentina. Em 2017, já como integrante de Rombai, associou-se com a Coca-Cola, e o grupo lançou uma música para a marca chamada "Sentí el sabor". O tema musical foi apresentado em shows exclusivos da Coca Cola For Me na Argentina, Paraguai e Uruguai. Em 2018 ela assinou contrato de exclusividade com a marca internacional chilena de roupas Ripley. Desde 2019 Emilia é embaixadora da marca Benetton. Em 2022 lançou uma coleção junto da Nike Women.
Como atriz Emília atuou fazendo uma participação na série Entre Laços do Disney+.

## Vida pessoal
Em 2016, logo depois de entrar na banda Rombai, Emilia começou um relacionamento com o cantor uruguaio Fer Vázquez, que chegou ao fim em 2018. Em 2021 anunciou pelas suas redes sociais que estava namorando o rapper argentino DUKI.

## Discografia

### Álbuns
- ¿Tú crees en mí? (2022)
- .MP3 (2023)

## Filmografia
| Ficção                 | Ficção                                          | Ficção             | Ficção                           | Ficção |
| Ano                    | Título                                          | Personagem         | Notas                            | Ref    |
| ---------------------- | ----------------------------------------------- | ------------------ | -------------------------------- | ------ |
| 2021                   | Entre Laços                                     | Sofia              | Distribuído em Disney+           | [ 19 ] |
| Programas de televisão |                                                 |                    |                                  |        |
| Ano                    | Título                                          | Personagem         | Notas                            | Ref.   |
| 2021                   | La Voz: El Regreso                              | Ela mesma (Coach)  | 8 episódios                      | [ 20 ] |
| 2021                   | La Voz Argentina                                | Ela mesma (Coach)  | Episódio 46 (Terceira Temporada) |        |
| 2023                   | Festival Internacional de Música de Viña de Mar | Ela mesma (Jurada) | Edição LXII                      |        |

## Prêmios e indicações
| Ano  | Premiação                       | Categoria                      | Trabalho Indicado | Resultado | Ref. |
| ---- | ------------------------------- | ------------------------------ | ----------------- | --------- | ---- |
| 2018 | Fans Awards                     | Melhor FeedIG                  | Ela mesma         | Indicada  |      |
| 2019 | Latin Music Italian Awards      | Melhor Novo Artista Latino     | Ela mesma         | Indicada  |      |
| 2020 | Premios Tu Música Urbano        | Revelação feminina             | Ela mesma         | Indicada  |      |
| 2020 | Premios Juventud                | Melhor Novo Artista            | Ela mesma         | Indicada  |      |
| 2020 | Buenos Aires Music Video Fest   | Video Favorito                 | "Billion"         | Indicada  |      |
| 2020 | Buenos Aires Music Video Fest   | Video Vertical                 | "Policia"         | Indicada  |      |
| 2020 | Buenos Aires Music Video Fest   | Video Favorito                 | "Histeriqueo"     | Venceu    |      |
| 2020 | Premios Quiero                  | Melhor Encontro Extraordinário | "Histeriqueo"     | Indicada  |      |
| 2020 | Premios Quiero                  | Melhor Vídeo Artista Feminina  | "Billion"         | Indicada  |      |
| 2021 | Premios Heat Latin Music Awards | Promessa musical               | Ela mesma         | Indicada  |      |
| 2021 | Premio Lo Nuestro               | Artista Revelação Feminina     | Ela mesma         | Indicada  |      |